# Teo Ee Yi
Teo Ee Yi (4 de abril de 1993) es un deportista malasio que compite en bádminton. Ganó una medalla de bronce en el Campeonato Mundial de Bádminton de 2021 en la prueba de dobles.

## Palmarés internacional
| Campeonato Mundial | Campeonato Mundial | Campeonato Mundial | Campeonato Mundial |
| Año                | Lugar              | Medalla            | Prueba             |
| ------------------ | ------------------ | ------------------ | ------------------ |
| 2021               | Huelva (España)    | Medalla de bronce  | Dobles             |